# Proper Education
Proper Education is een remix uit van het nummer Another Brick in the Wall (part two), uit 1979, van de Britse band Pink Floyd. De remix is gemaakt door de Zweedse dj Eric Prydz en op nieuwjaarsdag 2007 uitgebracht.
Eind 2006 kreeg Eric Prydz als eerste artiest ooit toestemming van Pink Floyd om een remix te maken van een van hun nummers. Het nummer werd een grote danshit in Europa. In Zweden, Prydz' thuisland, haalde het de 7e positie, en in het Verenigd Koninkrijk, het thuisland van Pink Floyd, haalde het de nummer 1-positie, net als het origineel dat in 1979 ook deed. In de Top 40 haalde "Proper Education" de 3e positie en werd Dancesmash op Radio 538, en in de Vlaamse Ultratop 50 de 2e.